# The Pinball Arcade
A The Pinball Arcade flipper-videójáték, melyet a FarSight Studios fejlesztett. A játék a Gottlieb, a Williams, a Bally, az Alvin G. and Company, illetve a Stern Pinball; a Data East és a Sega Pinball gépeinek jogait birtokló cégtől licencelt valós flipperasztalok szimulációja. Havi letölthető tartalmak képében további asztalok is jelentek és még fognak megjelenni hozzá.
A játék számos eszközre letölthető azok internetes áruházán keresztül, köztük Androidra (illetve annak derivációira, így Kindle Fire-re és Ouyára), iOS-re, Windowsra (a Steamem keresztül), macOS-re (a Mac App Store-on és a Steamem keresztül), PlayStation Vitára, PlayStation 3-ra, PlayStation 4-re, Xbox 360-ra, Xbox One-ra és Wii U-ra. A New Nintendo 3DS- és a Linux-átiratok fejlesztését bejelentették, azonban azok még nem jelentek meg.
Az összes asztal korlátozott kapacitásban ingyenesen kipróbálható Androidon, iOS-en, Kindle Fire-ön, Ouyán, a PlayStation-platformokon és Steamen, illetve minden hónapban, a következő asztal megjelenéséig egy reklámokkal ellátott asztal is korlátozatlanul játszható. Utóbbi kizárólag Android, iOS, OS X és Windows platformokon érhető el.
2016 júniusában Stern Pinball Arcade spin-off-cím is megjelent Gear VR-ra, majd később PlayStation 4 és Xbox One konzolokra, illetve később más platformokra is elérhető lesz.

## Fejlesztés
A The Pinball Arcade-et az a FarSight Studios fejlesztette, ami korábban a Crave Entertainment kiadásában elkészítette a Pinball Hall of Fame: The Gottlieb Collection és a Pinball Hall of Fame: The Williams Collection című flipper-videójátékokat. A játék megjelenésekor négy flipperasztal volt elérhető hozzá: a Black Hole, a Ripley’s Believe It or Not!, a Tales of the Arabian Nights és a Theatre of Magic.
A FarSight Studios részt vett a Steam Zöld út-programjában a The Pinball Arcade Windows-alapú személyi számítógépekre történő megjelentetéséhez. A játék 2013. április 18-án zöld utat kapott. A játék Windows-átirata 2013 augusztusa és októbere között bétatesztelésen volt. A Pinball Arcade Windows-verziója 2013. november 4-én jelent meg, az első 19 letölthető asztalcsomaggal. A Steam-kiadás Macintosh-verziója 2013. december 16-án jelent meg. Ugyan a flipperasztalokat minden platformra külön kell megvásárolni, azonban a Steam-kiadáshoz megvett asztalok macOS-en és Windowson is játszhatóak.
A teljes évad, így a még meg nem jelent asztalok megvásárlásának lehetőségét 2014 februárjában megszüntették a Mac App Store-on, mivel az megszegte az Apple Inc. irányelveit, melyek megtiltják a még meg nem jelent szoftverek értékesítését.
A FarSight 2014. április 1-jén megjelentetett egy javítócsomagot a játékhoz, melyben sztereoszkopikus 3D-támogatást adtak a PlayStation 3-kiadáshoz.
A FarSight a már létező flipperasztalok mellett saját tervezésű asztalokat is készített. 2014 októberében egy különálló alkalmazás képében egy Szellemirtók-témájú, a Haunted House leosztását alkalmazó asztalt jelentettek meg Androidra és iOS-re.
A letölthető flipperasztalok negyedik évada 2014. október 10-én indult, amikor a FarSight Studios megjelentette a Phantom of the Operát, az első Data East flippert, melyet később Stern-gépként jelentettek meg újra. Gary Stern, a Stern alapítójának javaslatára eltávolították a gépről az összes Data East-logót, hogy elkerüljék a G-Mode-dal, a Data East utódvállalatával való jogi vitákat. Ehhez hasonlóan az összes többi Data East- és Sega Pinball-gépről eltávolították a logókat, a No Fear: Dangerous Sportsnál a logókat és a neveket, a Creature from the Black Lagoonnál és a The Party Zone-nál a dalokat, valamint a The Addams Familynél Christopher Lloyd fényképét.
A Microsoft 2013 júliusában bejelentette, hogy a megjelenés előtt álló Xbox One konzoljuknál lazítani fognak a független fejlesztőkre vonatkozó kiadási követelményeken. Ekkor a FarSight Studios ugyan érdeklődött a konzolra való fejlesztés iránt, azonban a játék esetleges átírását még nem döntötték el. 2014 márciusában a Game Developers Conference sajtótájékoztatón a Microsoft bejelentette, hogy a The Pinball Arcade lesz az „ID@Xbox” program egyik első játéka. A The Pinball Arcade 2014. november 25-én jelent meg az Xbox One-áruházban, az összes első, második és harmadik évados flippergép társaságában.
A The Pinball Arcade-et eredetileg a Crave Entertainment jelentette meg Xbox 360 konzolra az Xbox Live Arcade szolgáltatáson keresztül. Az első tíz flipperasztal megjelenése után a Crave Entertainment 2012-ben csődöt jelentett. A FarSight Studios nem tudott megjelentetni új asztalokat az Xbox 360-kiadáshoz, mivel a bíróság elé vitték a kiadási jogok megszerzését. Miután a Crave kikerült a csődhelyzetből, a Microsoft megszüntette annak kiadási jogait, így 2013 júliusában lekerült a The Pinball Arcade az Xbox Games-áruházból. A FarSight Studios a 2013-as évben a Microsoft és a Crave közötti jogi viták rendezésére várt, abban reménykedve, hogy utána frissítheti az Xbox 360-verziót. 2011. április 11-én a FarSight Studios bejelentette, hogy az Alliance Digital Media fogja újra kiadni a The Pinball Arcade-et Xbox 360-ra, illetve, hogy az összes korábban megjelent flipperasztalt elküldték a Microsoftnak a kiadás jóváhagyásához. Több, mint egy évvel később a FarSight a Facebook-oldalán keresztül bejelentette, hogy az Xbox 360-kiadást jóváhagyták és 2015. május 11-én fog megjelenni az összes aktuális tartalommal.
2015. július 2-án DirectX 11-támogatás jelent meg a Windows-átirathoz, mely szebb grafikai megjelenítést tesz lehetővé, köztük a dinamikus fényekkel, a környezeti fények beállíthatóságával, valamint az izzók állítható fényerősségével.
A Nintendo Wii U konzoljára készített változatnak a tervek szerint annak 2012. november 18-i nyitányához minél közelebb kellett volna megjelennie, azonban azt csak 2012 decemberében küldték el a Nintendónak jóváhagyásra. Az utolsó jóváhagyást 2013 júliusának végén jelentették be, míg júniusban bejelentették, hogy a játék várhatóan 2013 szeptemberében fog megjelenni, azonban az nem jelent meg. 2015. december 23-án bejelentették, hogy a Wii U-verzió 2016 elején fog megjelenni. A Nintendo később bejelentette, hogy a játék 2016. április 21-én lesz hivatalosan elérhető a Nintendo eShop kínálatában.
A FarSight Studios 2016. december 9-én a Arcooda ausztrál játékgyártóval bejelentette az Arcooda Pinball Arcade című játékot. A játék a The Pinball Arcade feljavított verziója, mely egy játéktermi kabineten fut.
A FarSight Studios 2017. január 27-én az Al’s Garage Band Goes On a World Tour képében hozzáadta az ötödik különálló flippergyártót, az Alvin G. and Companyt a játékhoz.

### Bejelentett fejlesztések
A FarSight Studios 2013. december 24-én bizonyos felnőtt-orientált flippergép szuggesztív témája miatt bejelentette, hogy Pinball After Dark címmel spin-off játék elkészítésén gondolkozik.
A FarSight szemtől szembeni mód és Oculus Rift-támogatást tervez adni a The Pinball Arcade-hoz.

#### Linux-verzió
A FarSight 2013. december 24-én bejelentette, hogy elkezdtek dolgozni a The Pinball Arcade Steam Linux-verzióján.

#### New Nintendo 3DS-verzió
A játék Nintendo 3DS-változata Pinball Hall of Fame címmel jelent volna meg, és kizárólag nem-emulált, újonnan szkriptelt elektro-mechanikus, valamint a Williams és a Gottlieb korai alfanumerikus és numerikus flippergépeit, így például a Black Knightot, a Space Shuttle-t, a Pin-Botot, a Gorgart, a Taxit, a FunHouse-t vagy a Whirlwindot tartalmazta volna. Bobby King vezető fejlesztő 2015 februárjában bejelentette, hogy a fejlesztést áthelyezték a New Nintendo 3DS-re, hogy az összes asztalt el tudják készíteni.

### Közösségi finanszírozás
A FarSight Studios a Kickstarter közösségi finanszírozási oldalon projektet indított a Bally/Midway Twilight Zone gépének jogainak megszerzéséhez szükséges pénzösszeg összegyűjtésére. A FarSight Studios közzétette, hogy a Williams Star Trek: The Next Generation flipperasztalát is digitalizálja, ha a Twilight Zone az 55 000 amerikai dolláros cél dupláját hozza be. A Twilight Zone finanszírozása sikeresen zárult. A Twilight Zone licencelésére 77 499 dollár jött össze. Jay Obernolte, a FarSight Studios elnöke 2012. június 8-án írta alá a Twilight Zone licencszerződését. A nem teljesített kifizetések és a feldolgozási díjak levonása után fennmaradt többlettőkét a 2012. augusztus 17-én indított Star Trek: The Next Generation Kickstarter-projektjébe forgatták vissza. Ez a projekt is sikeresen zárult.
2013. június 21-én a FarSight Studios Kickstarter-kampányt indított a Terminator 2: Judgment Day digitalizálására. A projekt összesen 62 360 dollár hozott össze, amivel sikeresen túllépték az 59 000 dolláros célkitűzést.
A The Addams Family digitalizálásához is hasonló Kickstarter-kampányt indítottak. A 97 640 dolláros célt 17 636 dollárral lépték túl, amit a következő licenc megszerzésébe forgattak vissza.
A FarSight Studios 2015. december 25-én a Facebook-oldalán bejelentette, hogy a következő Kickstarter-projektjét a Bally Doctor Who flippergéphez indítja majd. Az 54 364 dolláros célkitűzést sikeresen elérték, 16 566 dolláros többlettőkével.
A FarSight legutóbbi Kickstarter-projektje 2016. május 2-án indult a Stern AC/DC asztalának megszerzésére a Stern Pinball Arcade-be; a bejelentett célkitűzés 108 435 dollár volt. Egy új partnerek köszönhetően a projektet leállították, mivel a kijelölt pénzösszegre így már nem volt szükség.

## Asztalok
A flipperasztalok csomagokra és évadokra vannak leosztva, hogy a játékosok könnyebben vásárolhassák meg azokat egyszerre. Az asztalok nem feltétlenül egyszerre jelennek meg minden platformra vagy régióban, jelenleg 90 asztal érhető el a játékhoz. (beleszámítva a The Addams Family: Gold Editiont)

### Pro menük
2012 októberének végén a FarSight Studios elkezdte megjelentetni a „pro menü” kiegészítőket a korábban megjelent asztalokhoz. A kiegészítő lehetőséget ad a flippergép körbejárására, a flippergolyó közvetlen irányítására, az érmeajtó megnézésre, az üzemeltetők menüjének használatára, valamint profi játékosoktól származó tippek elolvasására. A Scared Stiffnél a családi mód is kikapcsolható, amivel így a cenzúrázatlan szinkronsáv hallható. A pro menü nem minden flipperasztalnál érhető el, mivel magán a valódi gépen sem szerepelt ehhez hasonló.

### Exkluzív flipperasztalok
A The Addams Family Special Collector’s Gold Edition (a The Addams Family flipperasztal aranyberakásokkal, valamint szoftveres és játékmechanikai javításokkal) kizárólag a több, mint 100 amerikai dollárt adományozó Kickstarter-támogatóknak érhető el.

### Magyarázat
| Igen | Megjelent az asztal ezen a platformon                                                   |
|      | Nem jelent meg az asztal ezen a platformon                                              |
| P    | A pro menü elérhető ezen a platformon                                                   |
| E    | Az asztal kizárólag valamilyen speciális terjesztéssel (Kickstarter-jutalom) jelent meg |

### Megjelent asztalok
| Asztal                                             | Típus                       | Gyártó                              | Év          | Évad | Csomag   | iOS  | AND  | WIN / mOS STM | PS3 / Vita PSN | mOS MAS | PS4  | X360 XBLA | XONE | Wii U |
| -------------------------------------------------- | --------------------------- | ----------------------------------- | ----------- | ---- | -------- | ---- | ---- | ------------- | -------------- | ------- | ---- | --------- | ---- | ----- |
| Tales of the Arabian Nights                        | Szilárdtest (pontmátrix)    | Williams                            | 1996        | 0    | Ingyenes | P    | P    | P             | P              | P       | P    | P         | P    | P     |
| Black Hole                                         | Szilárdtest (numerikus)     | Gottlieb                            | 1981        | 1    | Alap     | Igen | Igen | Igen          | Igen           | Igen    | Igen | Igen      | Igen | Igen  |
| Ripley’s Believe It or Not!                        | Szilárdtest (pontmátrix)    | Stern                               | 2004        | 1    | Alap     | Igen | Igen | Igen          | Igen           | Igen    | Igen | Igen      | Igen | Igen  |
| Theatre of Magic                                   | Szilárdtest (pontmátrix)    | Bally                               | 1995        | 1    | Alap     | Igen | Igen | Igen          | Igen           | Igen    | Igen | Igen      | Igen | Igen  |
| The Machine: Bride of Pin-Bot                      | Szilárdtest (alfanumerikus) | Williams                            | 1991        | 1    | 1        | Igen | Igen | Igen          | Igen           | Igen    | Igen | Igen      | Igen | Igen  |
| Medieval Madness                                   | Szilárdtest (pontmátrix)    | Williams                            | 1997        | 1    | 1        | P    | P    | P             | P              | P       | P    | P         | P    | P     |
| Cirqus Voltaire                                    | Szilárdtest (pontmátrix)    | Bally                               | 1997        | 1    | 2        | Igen | Igen | Igen          | Igen           | Igen    | Igen | Igen      | Igen | Igen  |
| FunHouse                                           | Szilárdtest (alfanumerikus) | Williams                            | 1990        | 1    | 2        | Igen | Igen | Igen          | Igen           | Igen    | Igen | Igen      | Igen | Igen  |
| Gorgar                                             | Szilárdtest (numerikus)     | Williams                            | 1979        | 1    | 3        | Igen | Igen | Igen          | Igen           | Igen    | Igen | Igen      | Igen | Igen  |
| Monster Bash                                       | Szilárdtest (pontmátrix)    | Williams                            | 1998        | 1    | 3        | Igen | Igen | Igen          | Igen           | Igen    | Igen | Igen      | Igen | Igen  |
| Black Knight                                       | Szilárdtest (numerikus)     | Williams                            | 1980        | 1    | 4        | Igen | Igen | Igen          | Igen           | Igen    | Igen | Igen      | Igen | Igen  |
| Creature from the Black Lagoon                     | Szilárdtest (pontmátrix)    | Bally                               | 1992        | 1    | 4        | Igen | Igen | Igen          | Igen           | Igen    | Igen | Igen      | Igen | Igen  |
| Harley-Davidson, 3rd Edition                       | Szilárdtest (pontmátrix)    | Stern (eredetileg Sega Pinball)     | 2004 (1999) | 1    | 5        | Igen | Igen | Igen          | Igen           | Igen    | Igen | Igen      | Igen | Igen  |
| Taxi                                               | Szilárdtest (alfanumerikus) | Williams                            | 1988        | 1    | 5        | Igen | Igen | Igen          | Igen           | Igen    | Igen | Igen      | Igen | Igen  |
| Elvira and the Party Monsters                      | Szilárdtest (alfanumerikus) | Bally                               | 1989        | 1    | 6        | Igen | Igen | Igen          | Igen           | Igen    | Igen | Igen      | Igen | Igen  |
| No Good Gofers                                     | Szilárdtest (pontmátrix)    | Williams                            | 1997        | 1    | 6        | Igen | Igen | Igen          | Igen           | Igen    | Igen | Igen      | Igen | Igen  |
| Scared Stiff                                       | Szilárdtest (pontmátrix)    | Bally                               | 1996        | 1    | 7        | P    | P    | P             | P              | P       | P    | P         | P    | P     |
| Big Shot                                           | Elektro-mechanikus          | Gottlieb                            | 1973        | 1    | 7        | Igen | Igen | Igen          | Igen           | Igen    | Igen | Igen      | Igen | Igen  |
| Twilight Zone                                      | Szilárdtest (pontmátrix)    | Bally                               | 1993        | 1    | 8        | P    | P    | P             | P              | P       | P    | P         | P    | P     |
| Star Trek: The Next Generation                     | Szilárdtest (pontmátrix)    | Williams                            | 1993        | 1    | 9        | P    | P    | P             | P              | P       | P    | P         | P    | P     |
| Attack from Mars                                   | Szilárdtest (pontmátrix)    | Bally                               | 1995        | 1    | 10       | P    | P    | P             | P              | P       | P    | P         | P    | P     |
| Genie                                              | Szilárdtest (numerikus)     | Gottlieb                            | 1979        | 1    | 10       | Igen | Igen | Igen          | Igen           | Igen    | Igen | Igen      | Igen | Igen  |
| Dr. Dude and His Excellent Ray                     | Szilárdtest (alfanumerikus) | Bally                               | 1990        | 2    | 11       | P    | P    | P             | P              | P       | P    | P         | P    | P     |
| Firepower                                          | Szilárdtest (numerikus)     | Williams                            | 1980        | 2    | 11       | Igen | Igen | Igen          | Igen           | Igen    | Igen | Igen      | Igen | Igen  |
| Cactus Canyon                                      | Szilárdtest (pontmátrix)    | Bally                               | 1998        | 2    | 12       | P    | P    | P             | P              | P       | P    | P         | P    | P     |
| Central Park                                       | Elektro-mechanikus          | Gottlieb                            | 1966        | 2    | 12       | Igen | Igen | Igen          | Igen           | Igen    | Igen | Igen      | Igen | Igen  |
| Space Shuttle                                      | Szilárdtest (numerikus)     | Williams                            | 1984        | 2    | 13       | Igen | Igen | Igen          | Igen           | Igen    | Igen | Igen      | Igen | Igen  |
| White Water                                        | Szilárdtest (pontmátrix)    | Williams                            | 1993        | 2    | 13       | P    | P    | P             | P              | P       | P    | P         | P    | P     |
| Centaur                                            | Szilárdtest (numerikus)     | Bally                               | 1981        | 2    | 14       | Igen | Igen | Igen          | Igen           | Igen    | Igen | Igen      | Igen | Igen  |
| Pin-Bot                                            | Szilárdtest (alfanumerikus) | Williams                            | 1986        | 2    | 14       | P    | P    | P             | P              | P       | P    | P         | P    | P     |
| The Champion Pub                                   | Szilárdtest (pontmátrix)    | Bally                               | 1998        | 2    | 15       | P    | P    | P             | P              | P       | P    | P         | P    | P     |
| Whirlwind                                          | Szilárdtest (alfanumerikus) | Williams                            | 1990        | 2    | 15       | P    | P    | P             | P              | P       | P    | P         | P    | P     |
| Flight 2000                                        | Szilárdtest (numerikus)     | Stern                               | 1980        | 2    | 16       | P    | P    | P             | P              | P       | P    | P         | P    | P     |
| Goin’ Nuts                                         | Szilárdtest (numerikus)     | Gottlieb                            | 1983        | 2    | 16       | P    | P    | P             | P              | P       | P    | P         | P    | P     |
| Terminator 2: Judgment Day                         | Szilárdtest (pontmátrix)    | Williams                            | 1991        | 2    | 17       | P    | P    | P             | P              | P       | P    | P         | P    | P     |
| Tee’d Off                                          | Szilárdtest (pontmátrix)    | Gottlieb                            | 1993        | 2    | 18       | P    | P    | P             | P              | P       | P    | P         | P    | P     |
| Haunted House                                      | Szilárdtest (numerikus)     | Gottlieb                            | 1982        | 2    | 18       | Igen | Igen | Igen          | Igen           | Igen    | Igen | Igen      | Igen | Igen  |
| Victory                                            | Szilárdtest (alfanumerikus) | Gottlieb                            | 1987        | 2    | 19       | Igen | Igen | Igen          | Igen           | Igen    | Igen | Igen      | Igen | Igen  |
| Class of 1812                                      | Szilárdtest (alfanumerikus) | Gottlieb                            | 1991        | 2    | 19       | P    | P    | P             | P              | P       | P    | P         | P    | P     |
| Cue Ball Wizard                                    | Szilárdtest (pontmátrix)    | Gottlieb                            | 1992        | 2    | 20       | P    | P    | P             | P              | P       | P    | P         | P    | P     |
| El Dorado: City Of Gold                            | Szilárdtest (numerikus)     | Gottlieb                            | 1984        | 2    | 20       | Igen | Igen | Igen          | Igen           | Igen    | Igen | Igen      | Igen | Igen  |
| Fish Tales                                         | Szilárdtest (pontmátrix)    | Williams                            | 1992        | 3    | 21       | P    | P    | P             | P              | P       | P    | P         | P    | P     |
| Black Rose                                         | Szilárdtest (pontmátrix)    | Bally                               | 1992        | 3    | 22       | P    | P    | P             | P              | P       | P    | P         | P    | P     |
| Black Knight 2000                                  | Szilárdtest (alfanumerikus) | Williams                            | 1989        | 3    | 23       | P    | P    | P             | P              | P       | P    | P         | P    | P     |
| Who Dunnit                                         | Szilárdtest (pontmátrix)    | Bally                               | 1995        | 3    | 24       | P    | P    | P             | P              | P       | P    | P         | P    | P     |
| High Speed                                         | Szilárdtest (alfanumerikus) | Williams                            | 1986        | 3    | 25       | P    | P    | P             | P              | P       | P    | P         | P    | P     |
| Junk Yard                                          | Szilárdtest (pontmátrix)    | Williams                            | 1996        | 3    | 26       | P    | P    | P             | P              | P       | P    | P         | P    | P     |
| Lights...Camera...Action!                          | Szilárdtest (alfanumerikus) | Gottlieb                            | 1989        | 3    | 27       | P    | P    | P             | P              | P       | P    | P         | P    | P     |
| High Roller Casino                                 | Szilárdtest (pontmátrix)    | Stern                               | 2001        | 3    | 28       | P    | P    | P             | P              | P       | P    | P         | P    | P     |
| Diner                                              | Szilárdtest (alfanumerikus) | Williams                            | 1990        | 3    | 29       | P    | P    | P             | P              | P       | P    | P         | P    | P     |
| Bram Stoker’s Dracula                              | Szilárdtest (pontmátrix)    | Williams                            | 1993        | 3    | 30       | P    | P    | P             | P              | P       | P    | P         | P    | P     |
| The Phantom of the Opera                           | Szilárdtest (alfanumerikus) | Data East                           | 1990        | 4    | 31       | P    | P    | P             | P              | P       | P    | P         | P    | P     |
| The Party Zone                                     | Szilárdtest (pontmátrix)    | Bally                               | 1991        | 4    | 32       | P    | P    | P             | P              | P       | P    | P         | P    | P     |
| Earthshaker!                                       | Szilárdtest (alfanumerikus) | Williams                            | 1989        | 4    | 33       | P    | P    | P             | P              | P       | P    | P         | P    | P     |
| Starship Troopers                                  | Szilárdtest (pontmátrix)    | Sega Pinball                        | 1997        | 4    | 34       | P    | P    | P             | P              | P       | P    | P         | P    | P     |
| The Addams Family                                  | Szilárdtest (pontmátrix)    | Bally                               | 1992        | 4    | 35       | P    | P    | P             | P              | P       | P    | P         | P    | P     |
| The Addams Family Special Collector’s Gold Edition | Szilárdtest (pontmátrix)    | Bally                               | 1994        | N/A  | N/A      | E    | E    | E             |                | E       | E    |           | E    | E     |
| Cyclone                                            | Szilárdtest (alfanumerikus) | Williams                            | 1988        | 4    | 36       | P    | P    | P             | P              | P       | P    |           | P    | P     |
| Jack-Bot                                           | Szilárdtest (pontmátrix)    | Williams                            | 1995        | 4    | 37       | P    | P    | P             | P              | P       | P    |           | P    | P     |
| Xenon                                              | Szilárdtest (numerikus)     | Bally                               | 1980        | 4    | 38       | P    | P    | P             | P              | P       | P    |           | P    | P     |
| Red & Ted’s Road Show                              | Szilárdtest (pontmátrix)    | Williams                            | 1994        | 4    | 39       | P    | P    | P             | P              | P       | P    |           | P    | P     |
| Safe Cracker                                       | Szilárdtest (pontmátrix)    | Bally                               | 1996        | 4    | 40       | P    | P    | P             | P              | P       | P    |           | P    | P     |
| The Getaway: High Speed II                         | Szilárdtest (pontmátrix)    | Williams                            | 1992        | 5    | 41       | Igen | Igen | P             | P              | Igen    | P    |           | Igen | Igen  |
| F-14 Tomcat                                        | Szilárdtest (alfanumerikus) | Williams                            | 1987        | 5    | 42       | Igen | Igen | P             | P              | Igen    | P    |           | Igen | Igen  |
| Mary Shelley’s Frankenstein                        | Szilárdtest (pontmátrix)    | Sega Pinball                        | 1995        | 5    | 43       | Igen | Igen | P             | P              | Igen    | P    |           | Igen | Igen  |
| No Fear: Dangerous Sports                          | Szilárdtest (pontmátrix)    | Williams                            | 1995        | 5    | 44       | Igen | Igen | P             | P              | Igen    | P    |           | Igen | Igen  |
| Judge Dredd                                        | Szilárdtest (pontmátrix)    | Bally                               | 1993        | 5    | 45       | Igen | Igen | P             | P              | Igen    | P    |           | Igen | Igen  |
| Fireball                                           | Elektro-mechanikus          | Bally                               | 1972        | 5    | 46       | Igen | Igen | P             | P              | Igen    | P    |           | Igen |       |
| El Dorado                                          | Elektro-mechanikus          | Gottlieb                            | 1975        | 5    | 46       | Igen | Igen | P             | P              | Igen    | P    |           | Igen |       |
| Hurricane                                          | Szilárdtest (pontmátrix)    | Williams                            | 1991        | 5    | 47       | Igen | Igen | P             | P              | Igen    | P    |           | Igen |       |
| Rescue 911                                         | Szilárdtest (pontmátrix)    | Gottlieb                            | 1994        | 5    | 48       | Igen | Igen | P             | P              | Igen    | P    |           | Igen |       |
| Last Action Hero                                   | Szilárdtest (pontmátrix)    | Data East                           | 1993        | 5    | 49       | Igen | Igen | P             | P              | Igen    | P    |           | Igen |       |
| TX-Sector                                          | Szilárdtest (alfanumerikus) | Gottlieb                            | 1988        | 5    | 50       | Igen | Igen | P             | P              |         | P    |           | Igen |       |
| Indianapolis 500                                   | Szilárdtest (pontmátrix)    | Bally                               | 1995        | 6    | 51       | Igen | Igen | P             | P              | Igen    | P    |           | Igen |       |
| Frank Thomas’ Big Hurt                             | Szilárdtest (pontmátrix)    | Gottlieb                            | 1995        | 6    | 52       | Igen | Igen | P             | P              | Igen    | P    |           | Igen |       |
| Eight Ball Deluxe                                  | Szilárdtest (numerikus)     | Bally                               | 1981        | 6    | 53       | Igen | Igen | P             | P              | Igen    | P    |           | Igen |       |
| Doctor Who                                         | Szilárdtest (pontmátrix)    | Bally                               | 1992        | 6    | 54       | Igen | Igen | P             | P              | Igen    | P    |           | Igen |       |
| Bone Busters Inc.                                  | Szilárdtest (alfanumerikus) | Gottlieb                            | 1989        | 6    | 55       | Igen | Igen | P             | P              | Igen    | P    |           | Igen |       |
| Jacks Open                                         | Elektro-mechanikus          | Gottlieb                            | 1977        | 6    | 56       | Igen | Igen | P             | P              | Igen    | P    |           | Igen |       |
| Centigrade 37                                      | Elektro-mechanikus          | Gottlieb                            | 1977        | 6    | 56       | Igen | Igen | P             | P              | Igen    | P    |           | Igen |       |
| Doctor Who: Master of Time                         | Szilárdtest (pontmátrix)    | FarSight Studios (eredetileg Bally) | 2016        | 6    | 57       | Igen | Igen | Igen          | Igen           | Igen    | Igen |           | Igen |       |
| Gladiators                                         | Szilárdtest (pontmátrix)    | Gottlieb                            | 1993        | 6    | 58       | Igen | Igen | P             | P              | Igen    | P    |           | Igen |       |
| Al’s Garage Band Goes On a World Tour              | Szilárdtest (pontmátrix)    | Alvin G. and Co.                    | 1992        | 6    | 59       | Igen | Igen | P             | P              |         | P    |           |      |       |
| Cactus Jack’s                                      | Szilárdtest (alfanumerikus) | Gottlieb                            | 1991        | 6    | 60       | Igen | Igen | P             | P              |         | P    |           |      |       |
| Swords of Fury                                     | Szilárdtest (alfanumerikus) | Williams                            | 1988        | 6    | 61       | Igen | Igen | P             | P              |         | P    |           |      |       |
| Paragon                                            | Szilárdtest (numerikus)     | Bally                               | 1979        | 7    | 62       | Igen | Igen | P             |                |         |      |           |      |       |
| Wipe Out                                           | Szilárdtest (pontmátrix)    | Gottlieb                            | 1993        | 7    | 63       | Igen | Igen | Igen          |                |         |      |           |      |       |
| Firepower II                                       | Szilárdtest (numerikus)     | Williams                            | 1983        | 7    | 64       | Igen | Igen | Igen          |                |         |      |           |      |       |
| World Cup Soccer (World Champion Soccer néven)     | Szilárdtest (pontmátrix)    | Bally                               | 1994        | 7    | 65       | Igen | Igen | Igen          |                |         |      |           |      |       |
| Fathom                                             | Szilárdtest (numerikus)     | Bally                               | 1981        | 7    | 66       | Igen | Igen | Igen          |                |         |      |           |      |       |
| Ghost Busters                                      | Szilárdtest (pontmátrix)    | Stern                               | 2016        | 7    |          |      |      |               |                |         |      |           |      |       |
| Spanish Eyes                                       | Elektro-mechanikus          | Williams                            | 1972        | 7    |          |      |      |               |                |         |      |           |      |       |
| Wild Card                                          | Elektro-mechanikus          | Williams                            | 1977        | 7    |          |      |      |               |                |         |      |           |      |       |
| Pistol Poker                                       | Szilárdtest (pontmátrix)    | Alvin G. and Co.                    | 1993        | 7    |          |      |      |               |                |         |      |           |      |       |
| Sorcerer                                           | Szilárdtest (numerikus)     | Williams                            | 1985        | 7    |          |      |      |               |                |         |      |           |      |       |
| Banzai Run                                         | Szilárdtest (numerikus)     | Williams                            | 1988        | 7    |          |      |      |               |                |         |      |           |      |       |

### Várható megjelenések
A FarSight Studios a közösségi médiában, illetve ha szükséges a licencelés, akkor a Kickstarteren is gyakran népszerűsíti a várható flipperasztalokat. A Fathom megjelenése után még nem jelentettek be másik asztalt.

## Fogadtatás
A The Pinball Arcade-et általánosságban kedvezően fogadták a kritikusok. Az Xbox 360-kiadás 84,83%-os, a PlayStation 3-verzió 81,67%-os, míg a PlayStation Vita-átirat 80,00%-os átlagpontszámon áll GameRankings gyűjtőoldalon. A játék Xbox 360 kiadása 82/100-as, a PlayStation Vita változata 79/100-as, míg az iOS kiadása 82/100-as átlagpontszámon áll a Metacriticen. Az IGN 9/10-es értékelést adott a The Pinball Arcade Windows- és PlayStation 4-verziójára, kiemelve, hogy „A flipperfanatikusoknak vagy azoknak, akik kíváncsiak a játékok relatív alacsony technológiai szintű múltjára, azoknak a Pinball Arcade nagyszerű kiindulópont a negyeddollár-falók aranykorának újraéléséhez.”
A The Pinball Arcade megnyerte az X-Play 2012-es év végi díjátadójának legjobb mobiljáték kategóriáját, de a legjobb remake/retromegjelenés kategóriában is jelölve volt. A PC World szerkesztősége 2012-es év 100. legjobb termékének kiáltotta ki a The Pinball Arcade-et.
A BBC News az egyik cikkében arról írt, hogy a flipper-videójátékok, így a The Pinball Arcade a flipperkultúra megőrzésének és új közönség elé vitelének egyik módja.

## Fordítás
- Ez a szócikk részben vagy egészben  a   The Pinball Arcade című angol Wikipédia-szócikk ezen változatának fordításán alapul.  Az eredeti cikk szerkesztőit annak laptörténete sorolja fel. Ez a jelzés csupán a megfogalmazás eredetét és a szerzői jogokat jelzi, nem szolgál a cikkben szereplő információk forrásmegjelöléseként.